# Neeru Chadha
Neeru Chadha (Hindi नीरू चड्ढा; * 17. März 1955 in Delhi) ist eine indische Juristin. Sie ist Richterin und Vizepräsidentin am Internationalen Seegerichtshof.

## Leben und Wirken
Chadha studierte Rechtswissenschaften an der University of Delhi, wo sie 1981 den Titel Master of Laws erlangte. 1985 erwarb sie an der University of Michigan einen weiteren Master of Laws und kehrte anschließend an die University of Delhi zurück. Dort wurde sie 1991 zur Dr. iur. promoviert. Ab 1992 arbeitete Chadha für die Rechtsabteilung des indischen Außenministeriums. 2002 stieg sie zur Direktorin dieser Abteilung auf. 2005 wechselte sie als Rechtsberaterin zur Ständigen Vertretung Indiens bei den Vereinten Nationen. In der Folge war sie Mitglied der jeweiligen indischen Delegation bei verschiedenen internationalen Kongressen, Komitees und Konventen. Außerdem vertrat sie Indien in verschiedenen internationalen Schiedsstreitigkeiten sowie in Rechtsstreitigkeiten vor dem Internationalen Seegerichtshof und dem Internationalen Gerichtshof. Hier hervorzuheben sind insbesondere die Streitigkeit mit Italien um den Tod zweier indischer Seeleute (sog. Enrica-Lexie-Vorfall) und die Klage der Marshallinseln betreffend die behauptete mangelhafte nukleare Abrüstung. Darüber hinaus vertrat sie Indien in einer Streitigkeit gegen Bangladesch um die Bestimmung der gemeinsamen Seegrenze. Von 2013 bis 2014 war sie Präsidentin der Asian–African Legal Consultative Organization (AALCO).
Im Juni 2017 wurde Chadha als erste indische Frau und zweite Frau überhaupt zur Richterin an den Internationalen Seegerichtshof gewählt, wo sie seitdem tätig ist. Sie trat ihre voraussichtlich neunjährige Amtszeit am 1. Oktober 2017 an. Seit Oktober 2023 ist sie zudem Vizepräsidentin dieses Gerichts. Zeitweilig war sie auch Mitglied der Spezialkammer für Streitigkeiten betreffend den Meeresboden sowie der Spezialkammer betreffend die Abgrenzungsstreitigkeiten der Staatsgrenze zwischen Mauritius und den Malediven.